# Rosengarten (Band)
Rosengarten ist eine deutsche Band, die 1985 in Salzwedel entstand. In der DDR zählte die Band zu den als Die anderen Bands bezeichneten alternativen Gruppen aus der damaligen Undergroundszene.

## Geschichte

### Gründung und erste Jahre
Gegründet wurde Rosengarten im Frühjahr 1985 von Torsten „Pegman“ Füchsel, Torsten „Thöni“ Thönert und Torsten Fütterer in Salzwedel.
Über den Kontakt mit Helge Semlow kamen im Sommer 1985 Alex Carstenson und Kirsten Hilke dazu.
Obwohl in der DDR auch Bands mit englischen Namen existierten, wurde ihnen von der örtlichen Kommission zur Erteilung der Spielerlaubnis („Einstufungskommission“) der gewünschte Bandname „Rosegarden“ verweigert, weshalb sie die deutsche Übersetzung wählten.
Die Mitglieder hatten ihren stilistischen Hintergrund in der Post-Punk-Ära der Frühachtziger, vor allem durch Bands wie Bauhaus, Joy Division, The Cure, Xmal Deutschland und Einstürzende Neubauten, und im Art-Rock. Die Texte waren je zur Hälfte deutsch- und englischsprachig.
Ihr eigenes Schaffen bezeichnete die Band als „Psychedelic Punk“. Das Songinventar umfasste Pogo-Punk-Titel, Coversongs von Joy Division und psychedelische Gitarrenkompositionen, die nach heutiger Interpretation als „Post-Rock“ bezeichnet werden würden. Bis Ende 1985 war auch auf Autoschrott gespielte Perkussion dominanter Bestandteil des Sounds und der Live-Performance.
Im Herbst 1986 verließ Sänger Alex die Band und ging nach Berlin, wo er 1988 mit Torsten „Pegman“ Füchsel die Band B. Crown gründete.

### Neuformierung ab 1987
In neuem personellen Gewand trat Rosengarten ab Februar 1987 auf. Ende 1987 wanderte Kirsten nach Amsterdam aus. Sänger Torsten Fütterer verließ die Band Ende 1987. Der in der Endphase der „alten“ Rosengarten hinzugestoßene Keyboarder Helge Semlow übernahm nun auch den Gesang, und seine Ehefrau Marion den Bass von Pegman, der nun noch für einige Zeit Gitarre spielte. Mit der Umformierung ging teilweise ein musikalischer Stilwechsel einher, dem man zuweilen keinen Stempel mehr aufdrücken konnte. Große Teile der Tapes Exorcism & Return (1988) und Viva Now (1989) orientierten sich am Sound von Post-Punk-/New-Wave-Bands wie Eyeless in Gaza, Tuxedomoon oder Virgin Prunes. Rosengarten war bis Ende 1990 in Salzwedel aktiv.
Einen Förderer fand Rosengarten in Lutz Schramm, dem Redakteur der Sendung Parocktikum des DDR-Jugendrundfunkprogramms DT64. Unter anderem wurde ein Konzert der Band im Radio ausgestrahlt. Lutz Schramm sorgte auch dafür, dass ein Stück der Band namens Bessere Zeiten Anfang 1989 auf der Sampler-LP Parocktikum – die anderen Bands des DDR-Schallplattenlabels Amiga erscheinen konnte. Unbemerkt durch DDR-Funktionäre wirkte dieser Song schon 1987 wie ein vorzeitiger Abgesang auf das Regime. Überhaupt konnte sich die Band durch das Stilmittel des Symbolismus in den Texten dieser Phase dem Verbot wie auch dem Zugriff der Stasi entziehen.

### Umformierung 1991–1994 in Berlin
Mit Sänger Helge Semlow und Gitarrist Torsten Füchsel sowie André Günther-Schellheimer (Kampanella is Dead), Vinco Hake (Big Savod and the Deep Manko), Frank Habetha (B. Crown) und Rainer Lorenz (Tina Has Never Had a Teddy Bear) fanden in den folgenden Jahren wieder Konzerte statt, unter anderem mit einem der Vorbilder, der britischen Post-Punk-Band And Also the Trees. Später fand auch zusätzlich Schlagzeuger Ulrich Lange (Die Vision) zu der Band. Es entstanden Demo-Aufnahmen neuer Songs für ein Album, das jedoch nicht mehr verwirklicht werden konnte. Auch hier gab es dennoch keine „offizielle“ Auflösung.
Auf dem von Helge Semlow betriebenen Myspace-Account gab es bis zum Ende des ursprünglichen MySpace (um 2010) Demos von neuen Songs sowie Neufassungen von Songs aus der Zeit in Salzwedel zu hören. Es begann eine längere Zeit der Inaktivität.

### Comeback ab 2021
2021 trafen sich Torsten Thönert, Maik Bäcker, Steffen Bauer und Heino Lingner zufällig und beschlossen, alte Songs in aktualisiertem Sound aufzubereiten. 2023 wurde das Album Blut & Liebe als leicht reduzierte Version der ursprünglichen Musikkassette wiederveröffentlicht und wurde ein unerwarteter Erfolg. In Folge stießen auch Helge Semlow und Torsten Füchsel wieder zur Band.
Das zweite Tape von 1988 war noch düsterer als der Vorgänger und ist in leicht reduzierter Version am 18. Juli 2024 auf Vinyl (Rundling – RL36) erschienen. Auf der beiliegenden Single ist ihr bekanntester Song Bessere Zeiten verewigt.
Alle Veröffentlichungen sind im wertigen Inside-Out Cover, mit Texteinleger erschienen.

## Diskografie
- 1987: Blut & Liebe (MC)
- 1988: Exorcism and Return (MC)
- 1989: Viva Now (MC)
- 2023: Blut & Liebe (12")
- 2024: Exorcism and Return (12") + Bessere Zeiten (7")
- 2025: Schwarze Wolken (4 × 12") Compilation Boxset